# Scheenbeenzenuw

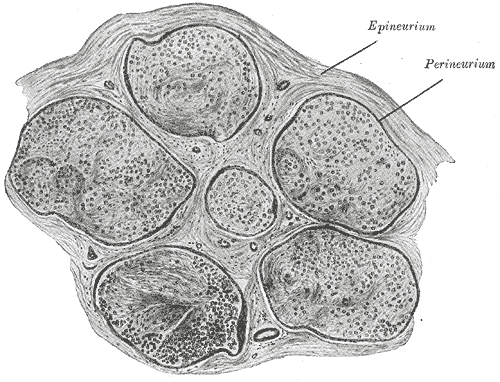
Dwarsdoorsnede van een menselijke scheenbeenzenuw

De scheenbeenzenuw of nervus tibialis is een tak van de nervus ischiadicus. De scheenbeenzenuw loopt van de plexus sacralis door de knieholte naar het scheenbeen en splitst zich daar in de nervus plantaris medialis en lateralis.
In de knieholte (fossa poplitea) splitst de scheenbeenzenuw vertakkingen af naar de kuitspier (musculus gastrocnemius), musculus popliteus, scholspier (musculus soleus) en de voetzoolspier (musculus plantaris), een vertakking naar het kniegewricht en een vertakking die als nervus suralis met een deel van de kuitbeenzenuw naar de laterale zijde van de voet loopt.
Onder de scholspier loopt de zenuw dicht langs het scheenbeen (tibia) en innerveert de achterste scheenbeenspier (musculus tibialis posterior), de lange en korte teenbuigspieren. De zenuw komt de voet binnen achter het mediale enkeluitsteeksel. Hier loopt de zenuw verder met de flexor retinaculum in gezelschap van de achterste scheenbeenslagader.

## Vertakking
In de voet splitst de zenuw zich in mediaal en lateraal plantaire vertakkingen: de nervus plantaris medialis en lateralis